# Giordano Bruno

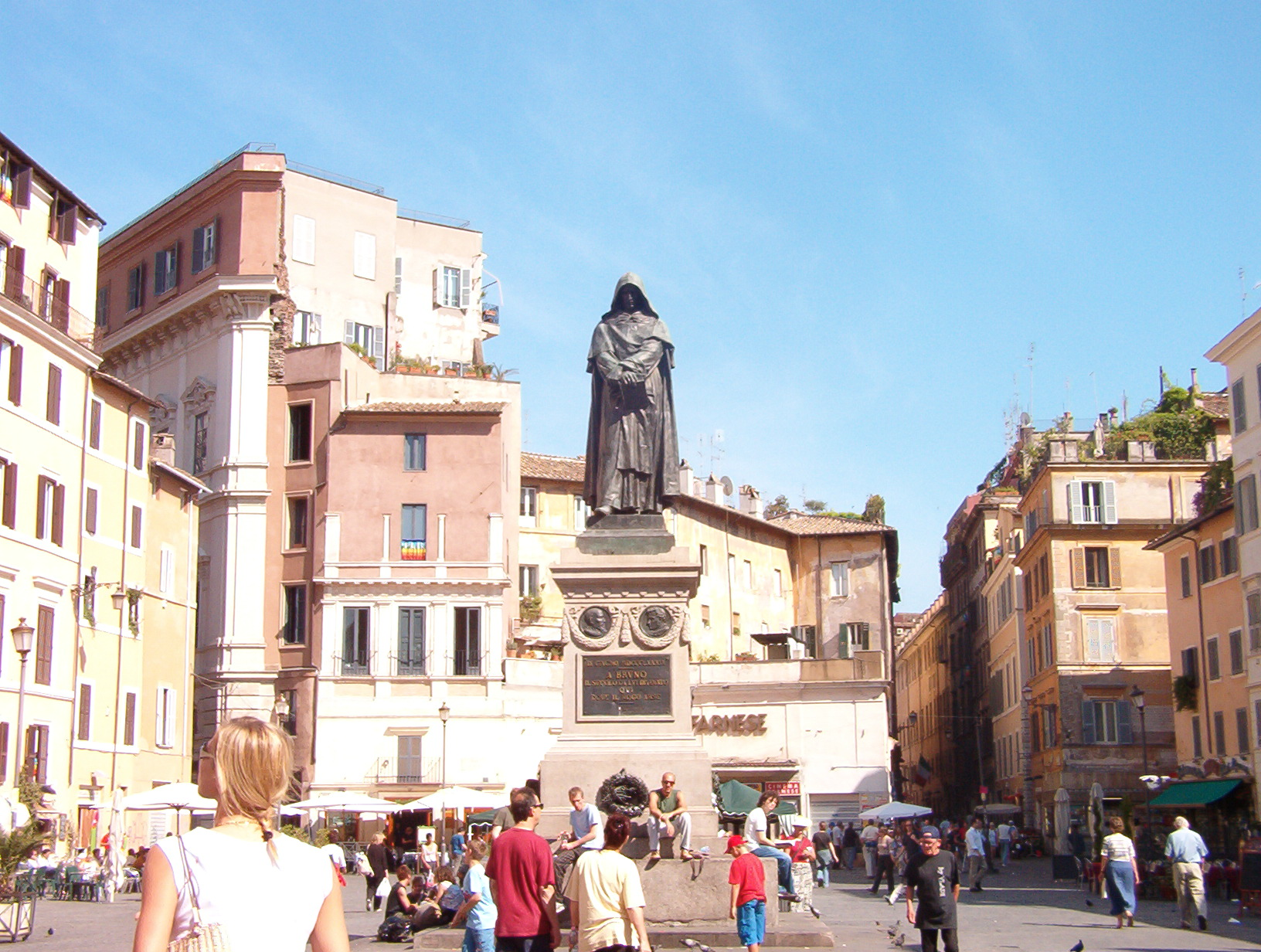
Giordano Bruno-monumentet på Piazza Campo dei Fiori.

Giordano Bruno, född i januari 1548 i Nola i Kungariket Neapel som Filippo, död (avrättad) 17 februari 1600 i Rom i Kyrkostaten, var en italiensk dominikanmunk, filosof och författare.
Giordano Bruno tillhörde den så kallade hermetiska skolan (uppkallad efter Hermes Trismegistus), en skola som influerats av klassiska grekiska filosofer som Platon samt en del förkristen magi. Han inskrevs år 1565 som novis i dominikanklostret San Domenico Maggiore i Neapel och antog namnet Giordano efter ordensgeneralen Jordan von Sachsen; han prästvigdes år 1572.
På grund av sitt intresse för magi blev Bruno uppmärksammad av inkvisitionen och fick därför lämna Neapel 1576. Han studerade sedan flera år i Frankrike och kom då att skriva böcker som försvarade den heliocentriska världsbilden så som den framställts av Nicolaus Copernicus. I boken De l'Infinito, Universo e Mondi från 1584 hävdar han, att universum var oändligt, att det innehöll oändligt många världar och att alla dessa befolkades av intelligenta varelser. På grund av denna, i vår tid inte särskilt kontroversiella hypotes, blev han en mycket omdebatterad person och bemöttes ofta hätskt runt om i Europa.
Efter att han flyttat till Venedig 1591 greps han slutligen av inkvisitionen och 1592 skickades han till Rom för en andra rättegång, eftersom han vägrat att avsvära sig sina påståenden vid den tidigare rättegången i Venedig. I Rom hölls han fången i 8 år och avrättades slutligen på ett kättarbål den 17 februari 1600 på Campo dei Fiori.
Man vet inte exakt på vilka grunder Bruno avrättades. Många har hävdat att det var för att han försvarade den heliocentriska världsbilden, men detta är inte ett historiskt faktum. Det kan lika gärna ha varit hans intresse för hermetism och mystisk filosofi som var grunden för avrättningen. Troligare är att han avrättades för sina religiösa kätterier av gnostisk natur, bland annat hävdas att han liksom gnostikerna ansåg att Jesus inte var en fysisk person utan bara en skenbild, sänd av Gud (doketism). För många har han dock fått vara en martyr för vetenskapens sökande efter sanning samt yttrandefrihet.
Till skillnad från fallet Galileo där påve Johannes Paulus II faktiskt bad om ursäkt har man aldrig omprövat Brunos fall. På initiativ av Romuniversitetets studenter restes 1889 ett monument till hans minne på Campo dei Fiori i Rom, där han avrättades. Monumentet utfördes av Ettore Ferrari.

## Biografi

### De tidiga åren, 1548–1576
Filippo  Bruno föddes i Nola (i Kampanien, som då var en del av Kungariket Neapel) år 1548, son till Giovanni Bruno, en soldat, och Fraulissa Savolino. Han skickades till Neapel för att få utbildning. Han fick privatlektioner på ett augustinskt kloster där och gick på allmänna föreläsningar på Studium Generale. Vid 17 års ålder inträdde han i dominikanorden vid det berömda klostret San Domenico Maggiore i Neapel, och tog namnet Giordano, efter ordensgeneralen Jordan von Sachsen (italienska Giordano di Sassonia). Han fortsatte att studera där och år 1572, då han var 24 år gammal, prästvigdes han. Under sin tid i Neapel blev han känd för skicklighet i minneskonst och vid ett tillfälle reste han till Rom för att visa sitt mnemoniska system för påven Pius V och kardinalen Scipione Rebiba. Bruno menade i sina senare år att påven accepterade hans dedikation till honom i det förlorade verket De arca Noe (Om Noaks ark) vid denna tidpunkt.
En sådan ära tyder på att Bruno utmärkte sig med sin skicklighet. Men Brunos intresse för fritt tänkande och förbjudna böcker gav honom snart problem, och med tanke på den kontrovers som han senare i livet kom att orsaka är det förvånande att han kunde vara kvar inom klostersystemet i elva år. I sitt vittnesmål inför venetianska inkvisitorer, många år senare, uppgav han att två gånger hade han anklagats för att han kastat helgonbilder och bara behållit ett krucifix och givit kontroversiella läsrekommendationer till en novis. Sådant agerande kunde man kanske ha överseende med, men Brunos situation kom att bli betydligt allvarligare, då han uppgavs ha försvarat arianskt kätteri, och när ett exemplar av Erasmus, med hans anteckningar i, upptäcktes gömd på klosterdasset. När han fick veta att ett åtal förbereddes mot honom i Neapel flydde han och övergav sin klosterdräkt, åtminstone för en tid.

### De första vandringsåren, 1576–1583

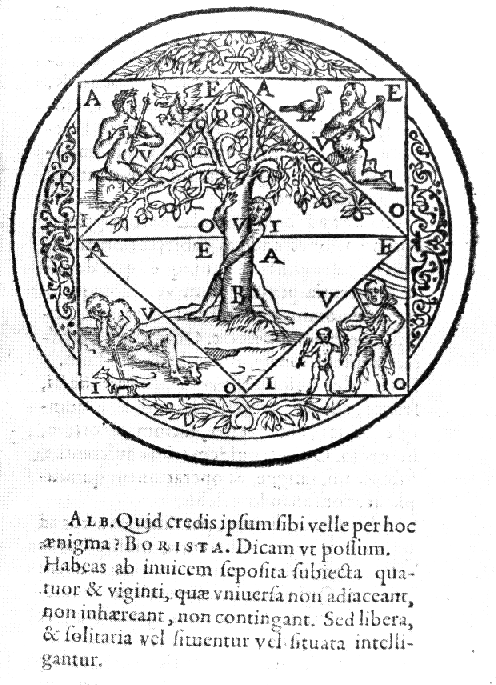
Ett träsnitt av ett av Giordano Brunos mindre komplicerade minnessystem.

Bruno for först till kuststaden Noli, och sedan vidare till Savona, Turin och slutligen Venedig, där han gav ut sitt förlorade verk De temporum signis (Om tidens tecken) med dominikanen Remigio Nannini Fiorentinos tillåtelse (hävdade han vid sin rättegång). Därifrån reste han till Padua där han mötte dominikaner som övertalade honom att bära prästdräkt igen. Från Padua reste han till Bergamo och sedan över Alperna till Chambéry och Lyon. Hur han sedan reste är oklart. 
År 1579 anlände han till Genève. Det verkar som om han under en kort tid anslutit sig till kalvinisterna. Under rättegången i Venedig menade han dock att han inte hade tänkt att ansluta sig till den stadens religion utan bara ville bo där för att kunna leva i frihet och trygghet. Bruno lät sy upp ett par knäbyxor och han fick i gåva ett svärd, en hatt, en cape och annat så att han kunde klä sig utan att bli igenkänd som präst. Under en tid tycks det ha gått bra för Bruno, han skrev in sig vid universitetet i Genève i maj 1579. Men han kunde inte hålla tyst länge. I augusti publicerade han en attack mot den ansedda professorn Antoine de la Fayes verk. Han och boktryckaren arresterades. Istället för att be om ursäkt fortsatte han att försvara sin skrift. Han tilläts inte ta emot sakramenten. Även om detta sedan återtogs var Genève inte längre någon trygg plats för Bruno. 
Han reste till Frankrike, först till Lyon, och bosatte sig sedan en tid (1580-1581) i Toulouse, där han doktorerade i teologi och valdes av studenterna som föreläsare i filosofi. Det verkar som om han försökte återvända till katolicismen, men han nekades absolution från den jesuitpräst han kontaktade. Då religiösa oroligheter utbröt sommaren 1581 flyttade han till Paris. Där höll han trettio föreläsningar i teologiska ämnen, och blev även känd för sitt fantastiskt goda minne. Brunos goda minne berodde, åtminstone delvis, på hans genomtänkta mnemoniksystem, men vissa av hans motståndare tyckte att det var enklare att påstå att det berodde på magiska krafter. Hans skicklighet gjorde kung Henrik III intresserad.
I Paris fick han beskydd av sina mäktiga franska mecenater. Under denna tid publicerade han flera verk om mnemonik, som De umbris idearum (Om ideernas skugga, 1582), Ars Memoriae (Minnets konst, 1582) och Cantus Circaeus (Circes sånger, 1582). Alla dessa baserades på hans mnemonikmodeller, baserade på organiserad kunskap och erfarenhet, till skillnad från Petrus Ramus förenklade logikbaserade mnemoniktekniker, som vid denna tid var populära. Bruno skrev även en komedi som sammanfattade en del av hans filosofiska ståndpunkter, Il Candelaio (Ljusstöparen, 1582). De umbris idearum dedicerades till kung Henrik III. På 1500-talet godkändes i regel dedikationer i förhand, och var därmed ett sätt att skydda verket genom en mäktig person. Med tanke på att Bruno dedicerade verk till personer som Henrik III, Philip Sydney, Michel de Castelnau (den franske ambassadören i England), och möjligen påve Pius V, är det tydligt att denne vandrare nu hade tagit sig in i mäktiga kretsar.

### England, 1583–1585
I april 1583 for Bruno till England med rekommendationsbrev från Henrik III som den franske ambassadörens Michel de Castelnaus gäst. Där blev han bekant med poeten Philip Sidney (som han dedicerade två böcker till) och andra medlemmar av den hermetiska kretsen kring John Dee, men det finns inga bevis för att han personligen träffade Dee. Han undervisade också vid Oxford, och sökte förgäves en lärarställning där. Hans åsikter orsakade kontroverser, framförallt med John Underhill, som var rektor vid Lincoln College och från 1589 biskop i Oxford, samt med George Abbot, som senare blev ärkebiskop av Canterbury. Abbot hånade Bruno för att stödja "Copernicus uppfattning att jorden kretsade och att himlarna stod stilla; medan det snarare var så att hans eget huvud snurrade runt och hans hjärna som inte stod still." och framförde anklagelser om att Bruno kopierade Ficinos arbeten.
Trots detta var tiden i England fruktsam. Under denna tid fullbordade och publicerade Bruno några av sina mest betydelsefulla arbeten - de sex "Italienska Dialogerna" bestående av den kosmologiska allegorin La Cena de le Ceneri (Askonsdagsmåltiden, 1584), De la Causa, Principio et Uno (Om orsaken, principen och enheten, 1584), De l'Infinito Universo et Mondi (Om det oändliga, alltet och världarna, 1584) såväl som Lo Spaccio de la Bestia Trionfante (Det triumferande vilddjurets fördrivande, 1584) och De gl' Heroici Furori (Om det heroiska raseriet, 1585) samt Cabala del cavallo Pegaseo con l'aggiunta dell'Asino Cillenico (Hästen Pegasus’ kabbala med den killenska åsnans tillägg, 1585). Vissa av dessa trycktes av John Charlewood. En del av verken som Bruno publicerade i London, speciellt Askonsdagsmåltiden, förefaller ha väckt anstöt. Det var inte den första, eller sista, gången som Bruno förlorade sina vänners stöd på grund av sina kontroversiella åsikter i förening med hans bitande sarkasm. Författaren John Bossy har framfört att medan Bruno bodde på den franska ambassaden i London spionerade han samtidigt på katolska konspiratörer under pseudonymen "Fagot" åt Sir Francis Walsingham, Drottning Elisabets underrättelsechef.

### De senare vandringsåren, 1585–1592
I oktober 1585, sedan franska ambassaden i London attackerats av en folkhop, återvände Bruno till Paris med Castelnau och fann det politiska läget spänt. Dessutom hamnade han snart i onåd på grund av sina 120 teser mot Aristoteles naturvetenskap och sina pamfletter mot matematikern Fabrizio Mordente. 1586, efter ett våldsamt gräl om Mordentes uppfinning "differentialkompassen", for han till Tyskland.
I Tyskland misslyckades han med att få en lärarställning vid Marburg, men fick tillstånd att undervisa vid Wittenbergs universitet där han gav lektioner om Aristoteles i två år. Men, efter en förändring av det intellektuella klimatet där, var han inte längre välkommen och han for 1588 vidare till Prag. Där fick han 300 daler från Rudolf II, men ingen lärarställning. Han fortsatte med att tjänstgöra kortvarigt som professor vid universitetet i Helmstedt, men var tvungen att åter fly när han bannlystes av lutheranerna.
Under den här perioden producerade han flera verk på latin som han dikterade för sin vän och sekreterare Girolamo Besler (eller Bisler), bland andra De Magia (Om magi), Theses De Magia (Teser om magi) and De Vinculis In Genere (Om förbund i allmänhet). Alla dessa nedskrevs uppenbarligen av Besler mellan 1589 och 1590. Han publicerade även De Imaginum, Signorum, Et Idearum Compositione (Om komposition av bilder, tecken och idéer, 1591).
1591 befann han sig så i Frankfurt. Tydligen fick han under Bokmässan i Frankfurt en inbjudan till Venedig från patriciern Giovanni Mocenigo, som ville bli undervisad i minneskonst, och han fick också höra talas om en ledig stol i matematik vid universitetet i Padua. Uppenbarligen i tron att inkvisitionen hade förlorat något av sin kraft, återvände han till Italien.
Han reste först till Padua, där han undervisade kortvarigt, och sökte utan framgång till matematikerstolen, vilken i stället tillföll Galileo Galilei ett år senare. Bruno accepterade Mocenigos inbjudan och flyttade till Venedig i mars 1592. I ungefär två års tid verkade han som inneboende lärare åt Mocenigo. När Bruno kungjorde sin plan att lämna Venedig för sin värd anmälde denne, som var otillfredsställd med den undervisning han fått och som uppenbarligen utvecklat en personlig motvilja, Bruno för den venetianska inkvisitionen som arresterade honom den 22 maj 1592. Bland de många anklagelser om hädelse och kätteri som lades fram mot honom i Venedig, och som grundades på Mocenigos angivelse, var hans tro på världarnas mångfald såväl som ett dåligt uppförande. Bruno försvarade sig skickligt och betonade den filosofiska karaktären hos vissa av sina inställningar, förnekade andra och medgav att han hade vissa dogmatiska tvivel. Emellertid begärde den romerska inkvisitionen honom förflyttad til Rom. Efter flera månader och lite käbbel föll Venedig till föga och sände Bruno motvilligt till Rom i februari 1593.

### Fängslande, rättegång och avrättning, 1592–1600
I Rom hölls han internerad i sju år under sin långa rättegång, mot slutet i Tor di Nona. Några viktiga dokument som rör rättegången har förlorats; men andra har bevarats, bland dem en sammanställning av förhandlingarna som återupptäcktes 1940. De många anklagelserna mot Bruno, baserade såväl på några av hans böcker som på vittnesmål, innefattade hädelse, omoraliskt uppförande samt kätteri i frågor rörande dogmatisk teologi, och omfattade några av hans filosofis och kosmologis grundsatser. Enligt Luigi Firpo anklagades Bruno av den romerska inkvisitionen för att:
- hysa åsikter som stred mot den katolska läran och för att tala mot denna och dess ämbetsmän,
- hysa åsikter som stred mot den katolska läran om treenigheten, Kristi gudomlighet och inkarnation,
- hysa åsikter som stred mot den katolska läran gällande Jesus varande Kristus,
- hysa åsikter som stred mot den katolska läran rörande Marias jungfrulighet,
- hysa åsikter som stred mot den katolska transsubstantiationsläran och mässan,
- hävda existensen av en mångfald andra världar och deras evighet,
- tro på själavandring, samt
- syssla med magi och divination.

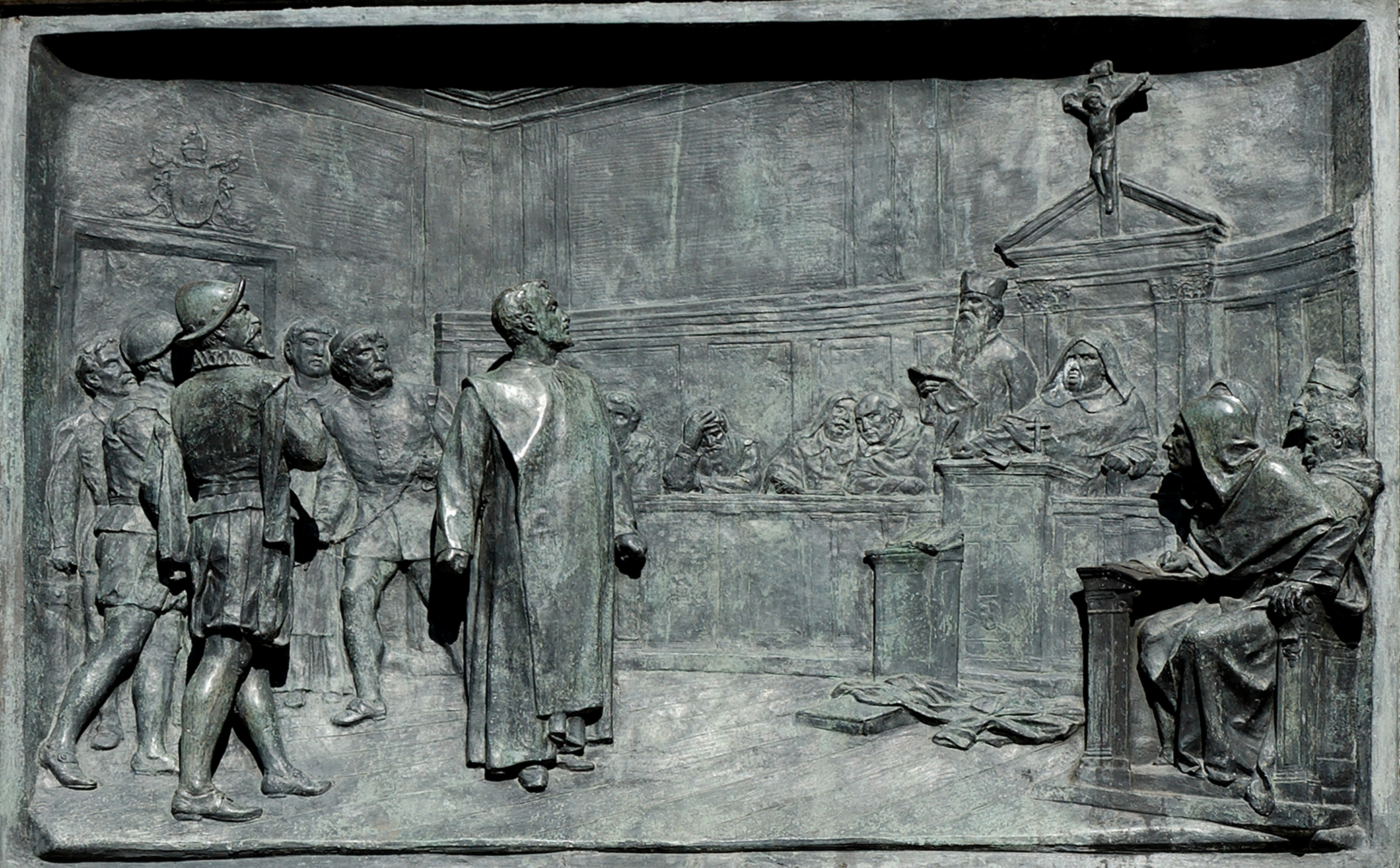
Den romerska inkvisitionens rättegång mot Giordano Bruno. Bronsrelief av Ettore Ferrari, Piazza Campo dei Fiori, Rom.

Under dessa svåra omständigheter fortsatte Bruno sin defensiva strategi, vilken bestod i att böja sig för kyrkans dogmatiska läror och samtidigt försöka bevara basen för sin filosofi. Bruno höll speciellt fast vid sin tro på världarnas mångfald, trots förmaningar att överge den. Hans rättegång övervakades av inkvisitionskardinalen Roberto Bellarmino, som krävde ett fullständigt tillbakatagande, vilket Bruno slutligen vägrade. Den 20 januari 1600, förklarade påve Clemens VIII Bruno för kättare och inkvisitionen utfärdade en dödsdom. Enligt korrespondens från en Gaspar Schopp från Breslau sägs Bruno ha gjort en hotfull gest mot sina domare och ha svarat:
"Maiori forsan cum timore sententiam in me fertis quam ego accipiam (Ni kanske uttalar denna dom mot mig med större fruktan än jag mottar den)." Han överlämnades strax till de sekulära myndigheterna och, den 17 februari 1600, på Piazza Campo dei Fiori, ett marknadstorg i Roms centrum, blev han "med tungan fängslad för sina galna ord" bränd på bål. Bruno hade förts från inkvisitionens fängelse i Tor di Nona, över Piazza di Ponte Sant'Angelo och in på Via dei Banchi Vecchi. Processionen fortsatte på Via del Pellegrino och passerade Palazzo della Cancelleria för att kort därefter nå Campo dei Fiori.
Efter avrättningen kastades Brunos aska i floden Tibern. Alla Brunos arbeten placerades på Index librorum prohibitorum 1603. De inkvisitionskardinaler som dömde Bruno var Roberto Bellarmino, Ludovico Madruzzo, Camillo Borghese (senare påve Paulus V), Domenico Pinelli, Pompeo Arrigoni, Paolo Sfondrato, Pietro Dezza, Giulio Antonio Santori, Lutio Sasso och Hieronymo Bernerio d’Ascoli.

### Vatikanens sentida inställning
Under de år som gått sedan Brunos avrättning har Vatikanen gjort få offentliga uttalanden i ärendet. 1942 hävdade kardinal Giovanni Mercati, som upptäckte ett antal förlorade dokument med anknytning till rättegången, att kyrkan gjorde helt rätt i att fördöma honom. Vid fyrahundraårsjubileet av Brunos död år 2000 beskrev kardinal Angelo Sodano Brunos död som en "tråkig händelse", men trots sitt beklagande försvarade han Brunos anklagare och fasthöll att inkvisitorerna "hade önskan att tjäna friheten, befrämja det allmänna goda och hade gjort allt som var möjligt för att rädda hans liv"
.

## Kosmologi

### Kosmologi före Bruno
Enligt Aristoteles och Platon var universum en ändlig sfär. Dess yttersta gräns var primum mobile, vars rotation med ett varv per dygn påfördes av en transcendental Gud, som inte var en del av universum - en orörlig förste rörare och första orsak. Fixstjärnorna var en del av denna himmelssfär, alla på samma avstånd från den orörliga jorden i sfärens centrum. Ptolemaios hade räknat dessa till 1022 och grupperat dem i 22 stjärnbilder. Planeterna var fixerade vid varsin genomskinlig sfär.

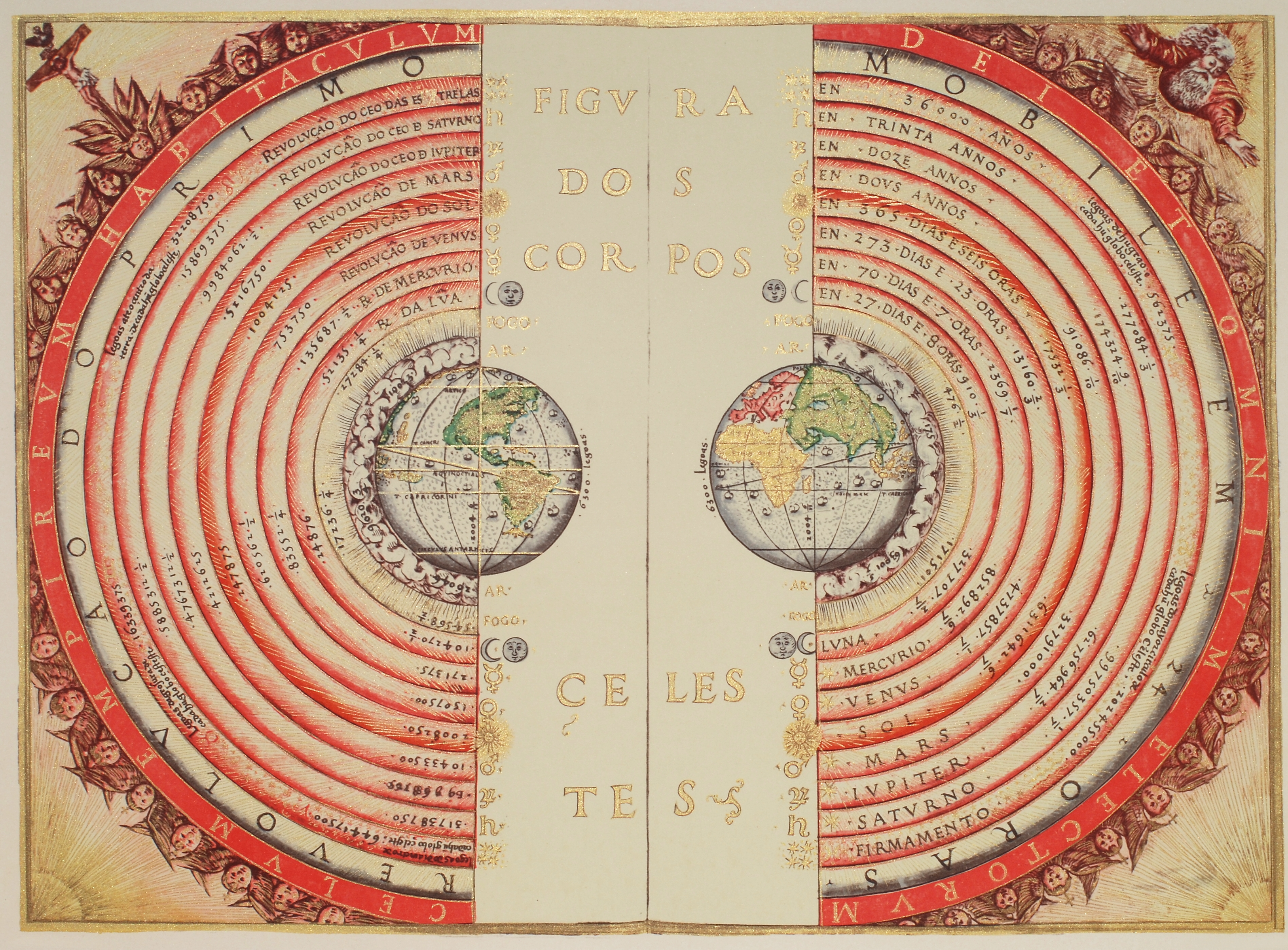
Illuminerad illustration av den Ptolemaiska geocentriska uppfattningen av universum.

Under första halvan av 1400-talet återupptog Nicolaus Cusanus (ej att förväxla med Kopernikus ett århundrade senare, se nedan) de idéer som framlagts under antiken av Demokritos och Lucretius och övergav Aristoteles kosmos. Han föreställde sig ett oändligt universum vars centrum var överallt och vars omkrets var ingenstädes, med oräkneliga roterande stjärnor av lika värde, av vilka jorden var en. Han ansåg vidare att banorna ej var cirkulära och ej heller var rörelsen enhetlig.
Under andra halvan av 1500-talet började Kopernikus' (1473-1543) idéer att spridas över Europa. Kopernikus behöll idén om att planeterna var fixerade vid solida sfärer, men betraktade stjärnornas rörelse över himlavalvet som en illusion skapad av jordens rotation kring sin egen axel. Han behöll också föreställningen om ett orörligt centrum, men detta utgjordes av solen i stället för jorden. Kopernikus menade också att jorden var en planet som rörde sig i en bana runt solen en gång per år. Men, han behöll den ptolemaiska hypotesen att planeternas banor var perfekta cirklar - med deferenter och epicykler - och att stjärnorna var fixerade vid en stationär yttre sfär.
Få astronomer på Brunos tid accepterade Kopernikus heliocentriska världsbild. Bland dem som gjorde det fanns tyskarna Michael Maestlin (1550–1631), Christoph Rothmann, Johannes Kepler (1571–1630), engelsmannen Thomas Digges, författare till A Perfit Description of the Caelestial Orbes, och italienaren Galileo Galilei (1564–1642). Märkligt nog trodde Brunos landsman Nicola Antonio Stigliola (1546-1623), som föddes i Nola bara två år innan Bruno, på den kopernikanska modellen - de två träffade dock sannolikt ej varandra i vuxen ålder.

### Brunos kosmologi
Bruno trodde (och hyllade Kopernikus för att ha etablerat en vetenskaplig förklaring) att jorden kretsar kring solen och att himlens skenbara rotation under dygnet orsakas av jordens rotation kring sin egen axel. Bruno anslöt sig också till Nicolaus Cusanus uppfattning att eftersom Gud är oändlig, så bör universum återspegla detta genom att ha en gränslös utbredning.
Universum är därför ett, oändligt, orörligt... Det är ej möjligt att förstå och därför ändlöst och gränslöst, och i den meningen oändligt och obestämbart, och följaktligen orörligt.
Bruno hävdade också att himlens stjärnor i verkligheten var andra solar som vår egen, kring vilka andra planeter kretsade. Han påpekade att ett stöd för en sådan tro på intet sätt motsade skrifterna eller den sanna religionen.

1584 pulicerade Bruno två viktiga filosofiska dialoger i vilka han argumenterade mot planetsfärerna (två år senare gjorde Rothmann samma sak, liksom Tycho Brahe gjorde 1587). Brunos oändliga universum var fyllt av en substans - en "ren luft", eter, eller spiritus, som inte bjöd motstånd mot himlakropparna vilka, enligt Brunos uppfattning, i stället för att vara fixa rörde sig av egen impuls (impetus). Mest dramatiskt var att han övergav idén om ett hierarkiskt universum. Jorden var bara en himlakropp som alla andra, liksom solen. Gud hade ingen speciell relation till en viss del av det oändliga universum. Gud var enligt Bruno lika närvarande på jorden som i himlen, en immanent Gud, den Ende underordnande i sig själv existensens mångfald, snarare än en avslägen himmelsk gudomlighet.

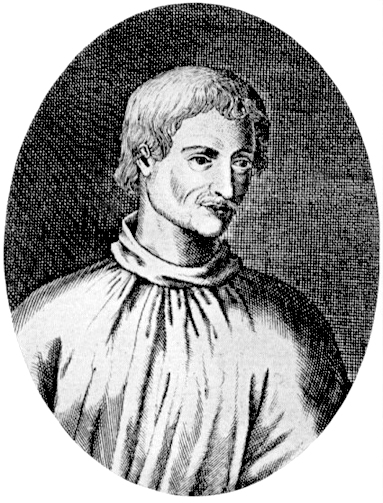
Det enda kända porträttet av Bruno publicerades 1715 i Tyskland, mer än ett århundrade efter hans död..

Bruno försäkrade också att universum var homogent och överallt bestod av de fyra elementen (vatten, jord, eld och luft), snarare än att stjärnorna skulle bestå av en särskild kvintessens. I grunden samma naturlagar verkade överallt, fast användande av begreppet är anakronistiskt. Rum och tid uppfattades båda som oändliga. Det fanns inget utrymme i hans stabila och permanenta universum för de kristna uppfattningarna om skapelse och domedag.
I den här modellen var solen helt enkelt en stjärna vilken som helst och alla de andra stjärnorna solar, var och en med sina egna planeter. Bruno ansåg ett solsystem med en sol/stjärna och tillhörande planeter som den grundläggande enheten i universum. Enligt Bruno skapade en oändlig Gud med nödvändighet ett oändligt universum, bestående av ett oändligt antal solsystem skilda av enorma områden fulla med eter, eftersom tomrum inte kunde existera (Bruno kom aldrig fram till begreppet galax). Kometer var en del av ett synodus ex mundis av stjärnor, och inte - som andra författare vidhöll på den tiden - tillfälliga konstruktioner, gudomliga instrument eller himmelska budbärare. Varje komet var en värld, en permanent himlakropp, uppbyggd av de fyra elementen.
Brunos kosmologi kännetecknas av oändlighet, homogenitet och isotropi, med planetsystem jämnt fördelade rakt igenom. Materien följer en aktiv animistisk princip: den är intelligent och diskontinuerlig till sin struktur, uppbyggd av åtskilda atomer. Denna animism (och ett motsvarande förakt för matematik som ett medel för att uppnå förståelse) är den mest avgörande skillnaden mellan Brunos kosmologi och den moderna naturvetenskapliga förståelsen av universum.
Under sent 1500-tal och genom hela 1600-talet var Brunos idéer föremål för åtlöje, debatt eller inspiration. Exempelvis skrev Margaret Cavendish en hel serie poem mot "atomer" och "oändliga världar" i "Poems and Fancies" 1664. Brunos verkliga, om än bara delvisa, återupprättelse skulle få vänta på slutsatserna från den newtonska kosmologin.
Brunos totala bidrag till den moderna vetenskapens födelse är fortfarande ett kontroversiellt ämne. Vissa forskare följer Frances Yates och betonar vikten av Brunos idéer om ett oändligt universum utan en geocentrisk struktur som en avgörande brytpunkt mellan gammalt och nytt. Andra ser i Brunos idéer om många världar som möjliggör oändliga möjligheter till ett ursprungligt Ett som en föregångare till Hugh Everetts flervärldstolkning av kvantmekaniken.

## Eftervärldens bild av Bruno

### En martyr för naturvetenskapen
Några författare har beskrivit Bruno som en "martyr för naturvetenskapen", och dragit paralleller med processen mot Galilei som började kring 1610. De hävdar att fastän Brunos teologiska uppfattning spelade en stor roll i kätteriåtalet hade även hans kosmologiska åsikter ett betydande inflytande på utfallet.
Andra forskare motsätter sig denna syn och hävdar att Brunos roll som vetenskapsmartyr är överdriven eller rentav falsk.

### Kätteri
Hegel skriver i Philosophie der Geschichte (Föreläsningar över historiens filosofi) att Brunos liv utgjorde "ett modigt tillbakavisande av alla katolska föreställningar som huvudsakligen vilade på auktoritet"
Alfonso Ingegno skriver att Brunos filosofi "utmanar reformationens utveckling, ifrågasätter hela kristendomens sanningsvärde och hävdar att Kristus begick ett svek mot mänskligheten... Bruno antyder att vi nu kan erkänna den universella lag som styr de eviga händelserna i ett oändligt universum."  A. M. Patterson skriver att, fast vi inte längre har det officiella påvliga fördömandet av Bruno, innefattade hans kätteri "doktrinen om det oändliga universum och de oräkneliga världarna" och hans tro på "jordens rörelse".
Michael White påpekar att inkvisitionen kan ha förföljt Bruno tidigt i hans liv på grund av hans opposition mot Aristoteles, intresse för arianism, läsning av Erasmus och innehav av förbjudna texter. White skriver att Brunos senare kätteri var "mångfacetterat" och kan ha vilat på Brunos begrepp om oräkneliga världar. "Detta var kanske den farligaste åsikten av dem alla... Om andra världar med intelligenta varelser existerade, hade de också haft besök? Idén var ganska otänkbar."
Frances Yates tillbakavisar vad hon beskriver som "legenden om att Bruno förföljdes som en filosofisk tänkare, brändes för sin modiga syn på oräkneliga världar eller jordens rörelse." Yates skriver dock att "Kyrkan gjorde... helt rätt om den innefattade filosofiska argument i sitt fördömande av Brunos kätteri" eftersom "de filosofiska argumenten var tämligen oskiljbara från kätteriet".
Enligt Stanford Encyclopedia of Philosophy: "År 1600 fanns det ingen officiell katolsk ställning till Kopernikus system, och det var säkerligen inte kätteri. (...) [När Bruno] brändes på bålet som kättare hade det inget med hans stöd för den kopernikanska kosmologin att göra."
Likaledes försäkrar Catholic Encyclopedia (1908) att "Bruno fördömdes inte för sitt försvar av Kopernikus astronomiska system eller för sin doktrin om en mångfald bebodda världar, utan för sina teologiska fel bland vilka var: att Kristus inte var Gud utan mer en skicklig magiker, att Den Helige Ande är samma sak som världssjälen, att Djävulen kommer att frälsas, etc."
Vatikanens hemliga arkivs hemsida gör en sammanställning av rättsprocesser mot Bruno i Rom och hävdar: "I samma rum som Giordano Bruno förhördes, av samma viktiga skäl beträffande förhållandet mellan vetenskap och tro, vid den nya astronomins gryning och vid den aristoteliska filosofins nedgång, sexton år senare, väckte kardinal Bellarmino åtal mot Galileo Galilei, som också stod inför en berömd inkvisitionsrättegång vilken, till hans lycka, slutade med ett enkelt avsvärjande".

### Konstverk
Sedan det nyligen bildade Kungariket Italien intagit Rom 1870 och gjort slut på Kyrkostatens makt över staden, blev uppförandet av ett monument över Bruno på den plats han avrättats möjlig. 1885 bildades en internationell kommitté för ändamålet. Kommittén innefattade  Victor Hugo, Herbert Spencer, Ernest Renan, Ernst Haeckel och Henrik Ibsen. Monumentet mötte skarpt motstånd från det klerikala partiet, men uppfördes slutligen av staden Rom och invigdes 1889.
En staty av en uttänjd människokropp stående på huvudet designad av Alexander Polzin och symboliserande Brunos död på bålet installerades på järnvägsstationen Potsdamer Platz i Berlin den 2 mars 2008.

### Utseende
Den äldsta avbildningen av Bruno är en gravyr som publicerades 1715 och som av Salvestrini anges som "det enda kända porträttet av Bruno". Salvestrini förmodar att det är en nygravyr av ett nu förlorat original. Gravyren har varit förebild för senare avbildningar.
Den venetianska inkvisitionens anteckningar om Brunos anhållande i maj 1592 beskriver honom som en man "av medellängd, med nötbrunt skägg och som ser ut att vara ungefär fyrtio år gammal".
I motsats till detta antyder en passage i ett arbete av George Abbot att Bruno var mindre reslig: "När den italienska smådoppingen som titulerade sig själv Philotheus Iordanus Brunus Nolanus, magis elaborata Theologia Doctor, &c med ett namn längre än sin kropp...". Ordet "didapper" (här översatt med "smådopping") som användes av Abbot är en förringande term som betyder "liten dykande sjöfågel".
"Vetenskapliga" efterhandskonstruktioner visar honom med en dominikansk kåpa men utan tonsur. Edward Gosselin framförde att det var sannolikt att Bruno behöll sin tonsur åtminstone till 1579 och att det är möjligt att han återupptog den senare.

## Verk
- De umbris idearum (Paris, 1582)
- Cantus Circaeus (1582) (Engelsk översättning tillhandahållen av en amerikansk förläggare.)
- De compendiosa architectura (1582)
- Candelaio (1582)
- Ars reminiscendi (1583)
- Explicatio triginta sigillorum (1583)
- Sigillus sigillorum (1583)
- La Cena de le Ceneri (1584)
  - Askonsdagsmåltiden (översättning Paul Enoksson) (Atlantis, 1994)
- De la causa, principio, et Uno  (1584)
- De l'infinito universo et Mondi (Översättning till engelska online)  (1584)
- Spaccio de la Bestia Trionfante (L'expulsion de la bête triomphante) (London, 1584), allégorie où il combat la superstition
- Cabala del cavallo Pegaseo- Asino Cillenico(1585)
- De gli heroici furori (1585) (Engelsk översättning online)
- Figuratio Aristotelici Physici auditus (1585)
- Dialogi duo de Fabricii Mordentis Salernitani (1586)
- Idiota triumphans (1586)
- De somni interpretatione (1586)
- Animadversiones circa lampadem lullianam (1586)
- Lampas triginta statuarum  (1586)
- Centum et viginti articuli de natura et mundo adversus peripateticos (1586)
- Delampade combinatoria Lulliana (1587)
- De progressu et lampade venatoria logicorum (1587)
- Oratio valedictoria (1588)
- Camoeracensis Acrotismus  (1588)
- De specierum scrutinio (1588)
- Articuli centum et sexaginta adversus huius tempestatismathematicos atque Philosophos (1588)
- Oratio consolatoria (1589)
- De vinculis in genere (1591)
- De triplici minimo et mensura  (1591)
- De monade numero et figura  (Francfort, 1591)
- De innumerabilibus, immenso, et infigurabili (1591)
- De imaginum, signorum et idearum compositione (1591) (Översättning till engelska online)
- Summa terminorum metaphisicorum (1595)
- Artificium perorandi (1612)
- Jordani Bruni Nolani opera latine conscripta, Dritter Band (1962) / curantibus F. Tocco et H. Vitelli

## I moderna media
Bruno Giordano uppträder som hjälten i en serie historiska kriminalromaner av S.J. Parris (pseudonym för Stephanie Merritt.)
The Last Confession av Morris West (publicerad postumt) är en uppdiktad självbiografi av Bruno, till synes skriven kort före hans avrättning.
Datorspelet In Memoriam har en huvudfigur som utger sig för att vara Bruno och som återvänt från de döda för att hämnas.
Bruno uppträder i de historiska partierna av John Crowleys mystiska Ægypt-tetralogi. Historien täcker hans utbildning som dominikanermunk och utredningen av hans kätteri samt presenterar flera versioner av avrättningen på Piazza Campo dei Fiori.
Giordano Bruno and the Hermetic Tradition är en facklitterär bok från 1964 av Frances Yates som omvälvt synen på Hermetismen och Renässansen.
Anime/manga-serien Those Who Hunt Elves har ett avsnitt i vilket Bruno nämns vid namn. "Jorden rör sig" är en del av intrigen i avsnittet.

## Övrigt
Asteroiden 5148 Giordano är uppkallad efter honom.